# Juno (Film)
Juno ist ein US-amerikanisches Filmmelodram aus dem Jahr 2007. Regie führte Jason Reitman, das Drehbuch schrieb Diablo Cody.

## Handlung
Die 16-jährige Schülerin Juno MacGuff aus Minnesota bietet ihrem langjährigen besten Freund Paulie Bleeker an, mit ihr zu schlafen, und muss danach feststellen, dass sie schwanger ist. Ohne dass ihr Vater Mac und ihre Stiefmutter Bren davon wissen, geht sie in eine Abtreibungsklinik. Nur ihre beste Freundin Leah weiß davon. Vor der Abtreibungsklinik demonstriert eine Mitschülerin gegen Abtreibungen und erzählt Juno, dass ihr Baby jetzt schon Fingernägel habe. Dies und überhaupt die ganze Klinik schrecken Juno ab, und sie beschließt, ihr Baby auszutragen und nach der Geburt zur Adoption freizugeben. Zusammen mit Leah sucht sie in einer Zeitung nach Adoptiveltern und wird fündig.
Juno erzählt ihren Eltern nun doch von der Schwangerschaft und auch, dass sie sich mit den zukünftigen Adoptiveltern Mark und Vanessa Loring treffen wird. Das Ehepaar ist wohlhabend und versucht bereits seit fünf Jahren, ein Baby zu bekommen. Junos Vater erklärt sich dazu bereit, mit ihr zu dem Paar zu fahren. Das Treffen wird schließlich ein voller Erfolg, und Juno trifft sich noch öfter mit Mark und Vanessa.
Im Verlauf ihrer fortschreitenden Schwangerschaft streitet Juno sich mit Paulie über Verschiedenes, zum Beispiel ein anderes Mädchen. Nach einem Gespräch mit ihrem Vater merkt Juno, wie wichtig ihr Paulie ist, und sie überrascht ihn damit, dass sie ihm hundert Tic-Tac-Päckchen in den Briefkasten steckt, für die Paulie eine besondere Schwäche hat. Er ist gerührt und spricht kurz mit Juno auf dem Sportplatz, wo Juno ihm gesteht, in ihn verliebt zu sein. Sie beschließen, ab jetzt eine Beziehung zu führen.
Vanessa und Mark haben sich inzwischen getrennt, da Mark sich nicht bereit fühlt, Vater zu werden. Juno ist erschüttert darüber und läuft aus dem Haus der Lorings. Etwas später legt sie Vanessa einen Zettel vor die Tür, auf dem steht: Vanessa, if you’re still in, I’m still in. Juno (dt.: Vanessa, wenn du noch dabei bist, bin ich’s auch. Juno). Dieser Zettel hängt von nun an eingerahmt im zukünftigen Kinderzimmer des Babys.
Schon wenig später ist es so weit und Juno bekommt einen Sohn, den sie überhaupt nicht sehen will. Vanessa nimmt das Baby entgegen.
Zum Schluss sieht man, wie Juno – nun wieder schlank – mit Gitarre auf dem Rücken zu Paulie fährt und mit ihm ein Lied singt, das ihre gegenseitige Liebe ausdrückt.

## Hintergründe
- Der Film wurde in Vancouver und in anderen Orten von British Columbia gedreht.[3] Seine Produktionskosten betrugen schätzungsweise 7,5 Millionen US-Dollar.[4][5]
- Der Name Juno stammt aus der römischen Mythologie und ist der Name der Gattin Jupiters, der Göttin der Geburt und Ehe. Im Film erzählt Juno zwar, dass sie nach der Gattin des griechischen Gottes Zeus benannt wurde, die Gattin des Zeus ist aber Hera, mit welcher Juno gleichgesetzt wurde.
- Der Film hatte seine Weltpremiere am 1. September 2007 auf dem Telluride Film Festival. Am 8. September 2007 wurde er auf dem Toronto International Film Festival 2007 gezeigt; es folgten weitere Filmfestivals. Am 5. Dezember 2007 startete der Film in ausgewählten Kinos der USA, am 25. Dezember 2007 begann die breite Veröffentlichung in den US-Kinos.
- Der deutsche Kinostart folgte am 20. März 2008.[6] Insgesamt spielte der Film weltweit etwa 229,9 Millionen US-Dollar ein, darunter etwa 143,5 Millionen US-Dollar in den Kinos der USA.[4][5]
- 2011 erschien Young Adult, bei dem Reitman und Diablo Cody erneut zusammenarbeiteten.

## Filmmusik
Die Musik spielt in dem Film eine zentrale Rolle. Besonders die Lieder von Kimya Dawson unterstreichen die Handlung mit ihren Texten. Auf dem Soundtrack sind neben Dawsons Liedern Stücke weiterer Independent-Bands wie Belle and Sebastian und Cat Power vertreten. Außerdem enthält er die Rockmusik, die Juno und Mark untereinander austauschen. Während des Vorspanns wird das Lied All I Want Is You von Barry Louis Polisar gespielt. Neben dem Original gibt es auch die Coverversion des Moldy-Peaches-Titels Anyone Else But You, gesungen von den Hauptdarstellern Elliot Page und Michael Cera. Das Soundtrack-Album erreichte Platz 1 der Billboard Charts und wurde mit Platin ausgezeichnet. In Großbritannien wurde eine Goldene Schallplatte erreicht. Auch in den deutschsprachigen Ländern kam der Soundtrack in die Hitparaden (Deutschland Platz 81, Österreich Platz 34, Schweiz Platz 100).
| Nr. | Titel                    | Interpret                  |
| --- | ------------------------ | -------------------------- |
| 1.  | All I Want Is You        | Barry Louis Polisar        |
| 2.  | My Rollercoaster         | Kimya Dawson               |
| 3.  | A Well Respected Man     | The Kinks                  |
| 4.  | Dearest                  | Buddy Holly                |
| 5.  | Up the Spout             | Mateo Messina              |
| 6.  | Tire Swing               | Kimya Dawson               |
| 7.  | Piazza, New York Catcher | Belle & Sebastian          |
| 8.  | Loose Lips               | Kimya Dawson               |
| 9.  | Superstar                | Sonic Youth                |
| 10. | Sleep [Instrumental]     | Kimya Dawson               |
| 11. | Expectations             | Belle & Sebastian          |
| 12. | All the Young Dudes      | Mott the Hoople            |
| 13. | So Nice So Smart         | Kimya Dawson               |
| 14. | Sea of Love              | Cat Power                  |
| 15. | Tree Hugger              | Kimya Dawson & Antsy Pants |
| 16. | I’m Sticking with You    | The Velvet Underground     |
| 17. | Anyone Else But You      | The Moldy Peaches          |
| 18. | Vampire                  | Antsy Pants                |
| 19. | Anyone Else But You      | Michael Cera & Elliot Page |

## Kritik

### In den Vereinigten Staaten
Roger Ebert von der Chicago Sun-Times gab dem Film die volle Wertung von vier Sternen und nannte ihn „einfach den besten Film des Jahres. […] Gab es dieses Jahr eine bessere schauspielerische Leistung als Ellen Pages Darstellung der Juno? Ich denke nicht.“ Kirk Honeycutt schrieb in der Zeitschrift The Hollywood Reporter vom 10. September 2007, der Film trotze den Erwartungen auf Wendungen und komplexe Charaktere. Die Dialoge würden gekünstelt, aber witzig wirken; der Film mache aus der altbackenen Geschichte eine „beschwingte“ Komödie. Todd McCarthy schrieb in der Zeitschrift Variety vom 5. September 2007, Page sei „sichtbar talentiert“. McCarthy kritisierte den mittleren Teil der Handlung als „übel“. Die Dialoge würden stellenweise zu ausgesuchte Worte beinhalten, aber keiner der Charaktere würde altklug wirken. Die Regie sei „flott“; die Handlung würden „ins Ohr gehende“ Lieder begleiten.

### Wertungen der deutschsprachigen Presse
Ein Teil der Kritik befasste sich mit dem Independent-Charakter des Films. Gemäß der Tageszeitung Die Presse lasse sich an seinen aufgesetzten Independent-Kino-Außenseiterfiguren demonstrieren, „wie die Nischenmarkt-Markenzeichen des angeblich unabhängigen ,Independent-Films’ seit den 90ern zum Mainstream-Businessmodell ausgebaut wurden.“ Wie so manche US-Independent-Filme verbreite der Film in seinem Kern die Lüge, wonach jeder mit Anstrengung und Wille sein Glück verwirklichen kann, fand Der Spiegel; immerhin halte Juno nicht die Fahne der Unabhängigkeit von Hollywood hoch. Ähnliches schrieb die Filmzentrale über den „Konsensfilm“ im Bezug auf die Thematik der Schwangerschaft: Der Film verharmlose „durch das Aussparen gesellschaftlicher Widrigkeiten und (ernsthafter) persönlicher Zweifel […] erfolgreich die existenzielle Bedeutung einer solchen Lebenssituation und schlittert schließlich leichtfüßig in den Teenageralltag zurück“.
Weiter hieß es in Die Presse, ideologisch sei die Produktion konfus; sie versuche allen Zielgruppen und deren entgegengesetzten Positionen gefällig zu sein. Der Tagesspiegel erklärte,
„nur schlechtgelaunte Beobachter“ verträten diese Ansicht, und gemäß dem Spiegel liege der Charme gerade darin, „dass der Film stets achselzuckend, aber immer voller Zuneigung den Launen seiner Heldin folgt.“
Einen „quietschlustigen Wohlfühlfilm“ machte der Spiegel aus, dessen Regisseur ein „schönes Gespür für Lässigkeit“ habe und das Geschick, den Film wie ein Youtube-Popvideo daherkommen zu lassen. Die ideenreiche Komödie biete eine „enthemmte Pointenschleuderei“, nehme ihre schrulligen Figuren dennoch ernst, und eine Stärke sei die Darstellerin des Backfischs. Die deutsch synchronisierte Tonfassung sei ulkig und dem Original fast ebenbürtig. Der Tagesspiegel fand, Reitmans Film „reißt den Zuschauer vom Start weg in einen Strudel aus Frische, Schmerz, Glück, Albernheit, Weisheit, Ewigkeit und immer wieder neuem Augenblicksvergnügen.“ Das äußerst witzige Drehbuch vermeide vorhersehbare Handlungsverläufe, und die Figurenzeichnung die potenzielle Klischeehaftigkeit. Die Cinema bezeichnete die Komödie als „herrlich unverkrampft, aber nie albern, rotzfrech und doch einfühlsam.“
Etwas getrübter waren die Urteile im film-dienst und in der taz. Zwar kämen die Erwachsenen wie Karikaturen daher, meinte der film-dienst, und die Dialoge Junos blieben auch in ernsthaften Situationen schnoddrig. Doch ansonsten entwickle der packende Film menschliche Tiefe und verfüge über eine überzeugende Hauptdarstellerin. Auf Jugendliche wirke er erzieherisch und führe sie zu mehr Verantwortung. Obwohl sich der Film zeitgemäß gebe, verzichte er auf Realitätsnähe, erklärte die taz. Es sei unglaubwürdig, dass ein so egozentrisches, hartgesottenes Mädchen sich für den beschwerlichen Weg der fortgesetzten Schwangerschaft entscheidet. „Mädchen heutzutage sind selbstständig, jedes tapeziert sich seine Hölle selbst.“ Die solide gespielte Komödie biete Überraschungen, sei ein „Wohlfühlfilm für die ganze Familie“ und erfrischend frei von bigotter Moral. Sie bestreitet, dass die leibliche Mutter zwingend die beste für das Kind ist, und Juno braucht nicht zu büßen. „Die patriarchale Logik, die Frauen kleinhält, indem sie Selbstzweifel bei jeder Gelegenheit bestätigt und erbrachte Leistungen systematisch als selbstverständlich oder ungenügend entwertet, diese Logik ersetzt der Film beschwingt durch einen unhintergehbaren solidarischen Optimismus.“
Trotz charmanter Darstellerin und des vergnüglichen Herangehens an ein Problemthema distanzierte sich epd Film von überschwänglich lobenden US-Kritiken. Sie stellte fest, dass der nicht so tolle Film keine interesseweckenden Figuren, „also Menschen mit einem Schicksal, einer Seele, einem Gewissen – porträtiert, sondern in sattsam bekannter Sitcom-Manier Typen konstruiert. Typen, die eine komische Außenseite darbieten, an der sich ein forciertes Feuerwerk von Dialoggags abarbeiten kann […]“ – Gags auf niedrigem Niveau. Sehr ähnlich analysierte Die Presse, der Streifen sei faktisch eine auf Filmlänge gedehnte Sitcom. Er glänze auf den ersten Blick mit starken, aber oberflächlichen Dialogen und Pointen, aber es fehlen inhaltliche Substanz und Figuren mit Tiefe. Die Hauptdarstellerin agiere sehr sicher, ihr Charme sei freilich synthetisch.

## Auszeichnungen
Juno wurde bei den Satellite Awards 2007 in drei Kategorien (Beste Hauptdarstellerin (Komödie), Film (Komödie), Originaldrehbuch) nominiert und gewann in allen dreien. Elliot Page gewann 2007 außerdem die Nachwuchsdarstellerpreise der Gotham Awards und des National Board of Review.
Der Film wurde bei den Golden Globe Awards 2008 in drei Kategorien nominiert, ging aber leer aus: Als Bester Film – Komödie oder Musical, für Bestes Filmdrehbuch und Page als Beste Hauptdarstellerin – Komödie oder Musical.
Bei den Independent Spirit Awards 2008 wurde der Film in vier Kategorien (Bester Film, Regie, Page als Hauptdarstellerin und Erstlingsdrehbuch) nominiert und gewann in den Kategorien Film, Drehbuch und Hauptdarstellerin.
Im Jahr 2008 wurde der Film für vier Oscars nominiert: Als Bester Film, für Beste Regie für das Beste Originaldrehbuch und für Page als Beste Hauptdarstellerin. Letztlich gewann Drehbuchautorin Diablo Cody den Oscar für das beste Originaldrehbuch.
Die Deutsche Filmbewertungsstelle FBW in Wiesbaden verlieh dem Film das Prädikat besonders wertvoll.

## Synchronisation
Die deutsche Vertonung fand bei der Berliner Synchron statt. Marius Clarén schrieb das Dialogbuch und führte die Dialogregie.
| Rolle          | Schauspieler    | Synchronsprecher |
| -------------- | --------------- | ---------------- |
| Juno MacGuff   | Elliot Page     | Tanya Kahana     |
| Paulie Bleeker | Michael Cera    | Nicolás Artajo   |
| Vanessa Loring | Jennifer Garner | Dorette Hugo     |
| Mark Loring    | Jason Bateman   | David Nathan     |
| Leah           | Olivia Thirlby  | Luise Helm       |
| Mac MacGuff    | J. K. Simmons   | Jan Spitzer      |
| Bren           | Allison Janney  | Karin Buchholz   |
| Rollo          | Rainn Wilson    | Stefan Krause    |
| Su-Chin        | Valerie Tian    | Tina Haseney     |

### Gespräche
- Mit Jason Reitman auf kino.de: „Schwerer Stoff als Komödie, das ist Kunst“ (Memento vom 13. Januar 2009 im Internet Archive)

### Kritikenspiegel
Positiv
- Cinema Nr. 4/2008, von Ulrike Schröder, S. 42: Juno
- film-dienst Nr. 6/2008, S. 54–55, fd 38618, von Michael Kohler: Juno
- Der Spiegel Nr. 12/2008, S. 160, von Wolfgang Höbel: Fruchtzwerg mit Riesenklappe
- Der Tagesspiegel, 19. März 2008, S. 25, von Jan Schulz-Ojala: Ein bisschen Mutter

Eher positiv
- taz, 19. März 2008, S. 16, von Ines Kappert: Büßen ist was für Bigotte

Eher negativ
- epd Film Nr. 3/2008, S. 44, von Rainer Gansera: Juno

Negativ
- Die Presse, 17. März 2008, von Christoph Huber: Anstandslos aus der Abtreibungsklinik (Memento vom 2. September 2010 im Internet Archive)

## Sonstiges
- Der Film wurde in Disaster Movie parodiert.